# Pietro Santi Bartoli

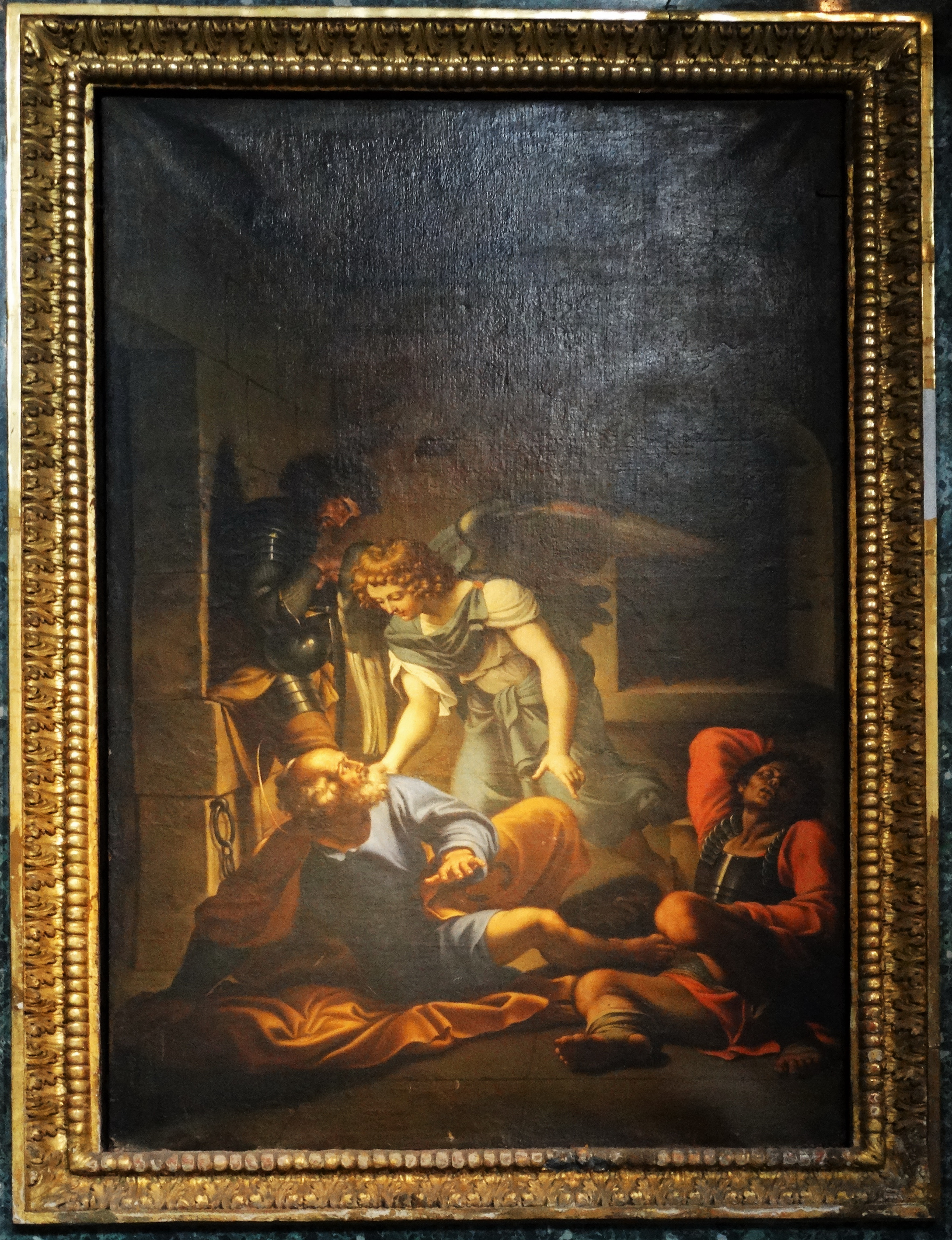
Liberación de san Pedro (1683), San Pietro in Vincoli, Roma

Pietro Santi Bartoli o Piersanti Bartoli (Perugia, 1635–Roma, 7 de noviembre de 1700) fue un pintor, grabador y anticuario italiano. 

## Biografía
Instalado en 1635 en Roma, fue alumno de Jean Lemaire y Nicolas Poussin, aunque pronto abandonó la pintura y se dedicó en exclusiva al grabado de reproducción y a su actividad como anticuario. 
Recogió la tradición iniciada por Marcantonio Raimondi en el siglo XVI y grabó reproducciones de escultura clásica que fueron muy utilizadas en estudios académicos en tiempos posteriores. Publicó sus imágenes de monumentos romanos en Admiranda Romanorum Antiquitatum (1693). También reprodujo pinturas de Rafael Sanzio, Giulio Romano, Francesco Albani, Ludovico Carracci y Pietro da Cortona.
Fue anticuario del Pontífice, de la reina Cristina de Suecia en Roma y del Senado Romano.